# Almendra Gomelsky
Paola Almendra Gomelsky Duarte (Quilmes, 17 de diciembre de 1968) es una presentadora de televisión, modelo, comunicadora y diseñadora argentina naturalizada peruana, radicada en Lima.

## Biografía
Es hija de Luis Ignacio Gomelsky y Margarita Elisa Duarte, y tiene cuatro hermanos: Gabriel, Israel, Laura y Daniel. Almendra viajó de Argentina a Perú en 1983 debido a que su padre era ingeniero textil y había ido a trabajar a ese país por el lapso inicial de dos años. Pero, al final, se quedó mucho más tiempo. Almendra se graduó de diseñadora de moda y cursó estudios de modelaje en Buenos Aires, y de canto y ballet en Lima. 
Al igual que su amiga Mónica Santa María, fue modelo de la marca de cosméticos Yanbal —denominada, en Perú, Unique por cuestiones legales hasta 2020—  
En 1989, tras insistencias de su amiga Mónica Santa María se presentó al casting de la próxima producción de Panamericana Televisión, "Nubeluz".  
El 8 de septiembre de 1990, se emitió el primer programa de Nubeluz el cual gozó del éxito inmediatamente. Almendra grabó 7 producciones musicales: NubeLuz (1990), Nubeluz: nueva versión (1992), A Gozar!! (1992), Alma Latina (1992), La Naturaleza (1993), Compartir (1994) y Nuestro Mundo (1995). También realizó 14 videoclips, el programa llegó a emitirse en 24 países de Latinoamérica y hubo planes para doblar el programa para Brasil y China. 
En 1994 realizó una gira internacional junto a su compañera Xiomara Xibillé, donde visitaron varios países de Latinoamérica los cuales no habían podido visitar antes.  
El 18 de febrero de 1995, Gomelsky inicia la nueva temporada de "Nubeluz" tras varios meses de repeticiones. Finalmente renuncia al programa a finales de marzo. 
El 27 de setiembre de ese mismo año, inició su propio programa llamado Almendra, en Frecuencia Latina, el cual rápidamente tuvo éxito. Grabó tres producciones musicales: Almendra (1995), Somos Amigos (1996) y Baila (1997), el programa tuvo varios cambios a través de los años: bailarines, coreografías y escenografía. Finalmente en 1997, dejó de ser emitido por la toma del canal por parte de los hermanos Winter, lo que provocó su renuncia. Está casada con el peruano Tito Awe, con quién tiene dos hijos: Macarena y Rodrigo. 
En 1998, para seguir en el mundo de la animación infantil. América Televisión le propuso hacer el programa "Almendra Shake", pero por temas propios del canal esta producción no salió al aire. Durante ese año, Gomelsky realizó varios shows en "Daytona Park". 
Entre 1999 y 2000, protagonizó junto con Guillermo Dávila la telenovela Sueños, de Iguana Producciones, donde interpretó dos papeles. En 1999, participó por una corta temporada en el programa Hubo una vez..., de la cadena estatal peruana TNP (hoy TV Perú), donde presentaba cuentos.
Durante 2000, permaneció casi en el anonimato y regresó a la televisión peruana a fines de 2001, con el programa Algo en común, de Red Global, donde anunció su embarazo, el cual no llegó a su término. Poco tiempo más tarde, quedó embarazada de su primera hija: Macarena. Luego del embarazo, Almendra fue sometida a una lipoescultura.
Es propietaria de un centro de belleza femenino en el distrito de San Miguel, en Lima, y administra una empresa de eventos. Asimismo, continúa con su carrera de modelo. Grabó un comercial de TV junto con Cindy Crawford en Estados Unidos, que se vio en varios países latinoamericanos, gracias a su contrato con la tienda por departamentos Ripley. Además, ha publicado un libro infantil y, entre 2003 y 2011, fue conductora del magazín femenino ¡Oh diosas!, de la cableoperadora Movistar TV.
En 2010, Almendra y Lilianne Braun celebraron el vigésimo aniversario del programa Nubeluz con un espectáculo musical llamado ¡Grántico, pálmani, zum!
En 2012, formó parte del jurado del programa de telerrealidad Perú tiene talento, labor que continuó en 2013, año en el que también se desempeñó paralelamente como conductora del espacio femenino En busca de la nueva diva Perú, del canal de TV por suscripción Casa Club TV.
Gomelsky fue la presentadora de la versión peruana de La voz kids, junto con Cristian Rivero, que se emitió a comienzos de 2014 por Frecuencia Latina.
En abril de 2015, y luego de una rápida campaña efectuada en redes sociales, se confirmó que, para celebrar los 25 años de la primera emisión de Nubeluz, se organizaría una gira de reencuentro, con la participación de Almendra junto con Xiomara Xibillé y Lilianne Braun, acompañadas de gran parte del elenco de bailarines originales del programa. El 8 de septiembre, se informó que la fecha oficial de celebración del aniversario quedaba establecida para febrero de 2016. Finalmente, el 17 de diciembre de 2015, en una conferencia de prensa a la que asistieron las dalinas y los bailarines, se ratificó la celebración del aniversario. El evento se llevó a cabo del 8 al 14 de febrero de 2016, en Lima.
Desde 2021 hasta 2022, presentó junto con Joaquín de Orbegoso el programa Hecho a mano, del canal TV Perú.

## Trayectoria en televisión
| Año       | Título                         | Personaje    |
| --------- | ------------------------------ | ------------ |
| 1990-1995 | Nubeluz                        | Dalina       |
| 1995-1997 | Almendra                       | Animadora    |
| 1999      | Hubo una vez                   | Presentadora |
| 1999-2000 | Sueños                         | Alicia       |
| 2001      | Algo en común                  | Presentadora |
| 2003-2011 | ¡Oh diosas!                    | Presentadora |
| 2012      | Casi perfectas                 | Presentadora |
| 2012-2013 | Perú tiene talento             | Presentadora |
| 2013      | En busca de la nueva diva Perú | Presentadora |
| 2014      | La voz kids                    | Presentadora |
| 2016      | Buscando a Guerrero (película) | Dalina       |
| 2017-2019 | Mujeres sin filtro             | Presentadora |
| 2020      | La máscara                     | Presentadora |
| 2021-2022 | Hecho a mano                   | Presentadora |
| 2023      | Mujeres de la PM               | Presentadora |

## Discografía
| Año  | Título       | Sello           |
| ---- | ------------ | --------------- |
| 1995 | Almendra     | Discos Hispanos |
| 1996 | Somos Amigos | Discos Hispanos |
| 1997 | Baila        | Sony Music      |

Sencillos:
- Medley Nubeluz (1998)
- Hula Shake (1998)

|      |                                       | Sello                     |
| ---- | ------------------------------------- | ------------------------- |
| 1990 | NubeLuz                               | Producciones Panamericana |
| 1992 | A Gozar!!                             | Discos Hispanos           |
| 1992 | Nubeluz, nueva versión                | Discos Hispanos           |
| 1992 | Alma Latina                           | Discos Hispanos           |
| 1993 | La Naturaleza                         | DBN                       |
| 1994 | Compartir (producción no editada)     |                           |
| 1995 | Nuestro Mundo (producción no editada) |                           |

Sencillos:
- Cumpleaños Feliz (1991)
- La Leche (1991)
- El Verano Llegó (1991)
- Deporte (1991)
- Dame Tiempo (1991)
- La Alegría de Vivir (1991)
- Solo Un Beso (1991)